# Ploesoma multispinatum
Ploesoma multispinatum är en hjuldjursart som beskrevs av Wulfert 1965. Ploesoma multispinatum ingår i släktet Ploesoma och familjen Synchaetidae. Inga underarter finns listade i Catalogue of Life.